# Vrienden van het Platteland
Vrienden van het Platteland (UCI код: VVP) — голландская женская команда UCI по шоссейному велоспорту, существовавшая в сезонах 2000—2008 годов.

## История команды

### 2006
Одним из главных новичков команды стала бывшая юниорка, Эллен ван Дейк. В марте Эллен ван Дейк стала чемпионкой мира на чемпионате мира по велоспорту среди студентов 2006 года в женской шоссейной гонке, и заняла второе место в женской гонке с раздельным стартом. Другими главными победами команды стали победы Хантал Белтман в гонке Flèche Hesbignonne и Эллен ван Дейк на втором этапе Tour Féminin en Limousin. На национальном чемпионате Шэрон ван Эссен заняла второе место в шоссейной гонке, а Ирис Слаппендел завоевала бронзовую медаль в женской гонке с раздельным стартом. В конце года команда заняла 12-е место в командном рейтинге UCI, а Хантал Белтман стала лучшей в личном зачёте, заняв 30-е место в индивидуальном рейтинге UCI. Ван Дейк также активно выступала на треке и завоевала бронзовую медаль на национальном чемпионате Нидерландов по велоспорту на треке 2006 года в женской индивидуальной гонке преследования.

### 2007
Главными победами команды на шоссе стали победа Эллен ван Дейк в гонке на время на Туре острова Чонгминг, а также победа Аниты Вален и Эллен ван Дейк на чемпионатах Норвегии и Нидерландов в гонке с раздельным стартом. На треке Ван Дейк также выиграла индивидуальную гонку преследования на национальном чемпионате Нидерландов по велоспорту на треке. В конце года команда заняла 23-е место в командном рейтинге UCI, а Эллен ван Дейк стала лучшей в личном зачёте, заняв 37-е место в личном женском шоссейном рейтинге UCI.
Лучшим достижением команды стало третье место Жакколиен Валлард на Омлоп Хет Волк в марте. В мае Эллен ван Дейк финишировала третьей на Omloop van Borsele и на этапе с раздельным стартом на Tour de l’Aude Cycliste Féminin. В июне Ван Дейк снова финишировала третьей в международной гонке с раздельным стартом на этапе Tour of Chongming Island Time trial. На следующий день после этого Ван Дейк выиграла первый этап Тура острова Чонгминг, а Валлард заняла третье место. После второго и третьего этапов Ван Дейк заняла второе место в генеральной классификации. В июле Эллен ван Дейк представляла Нидерланды на чемпионате Европы среди юниоров и заняла пятое место в гонке с раздельным стартом. На национальном чемпионате в Норвегии Анита Вален выиграла гонку на время и финишировала второй в шоссейной гонке. В Нидерландах Эллен ван Дейк выиграла голландский чемпионат в гонке с раздельным стартом. Благодаря хорошим результатам Ван Дейк в заездах на время она была выбрана в качестве представителя Нидерландов в заезде с раздельным стартом на чемпионате мира в Штутгарте, где заняла 17-е место. Благодаря своим хорошим результатам Эллен ван Дейк стала спортсменкой года в Вурдене. Ван Дейк была приглашена в национальную сборную Нидерландов по велоспорту на треке. На национальном чемпионате по велоспорту на треке она стала чемпионкой Нидерландов в индивидуальной гонке преследования, опередив Марианну Вос и Кирстен Вилд, а также заняла четвёртое место в скрэтче и гонке по очкам.

### 2008
Эллен ван Дейк стала чемпионкой Европы в гонке с раздельным стартом и выиграла 2-й этап Tour de l'Aude Cycliste Féminin 2008 года и пролог Tour Féminin en Limousin 2008 года. Ан ван Рие выиграла чемпионат Бельгии по шоссейному велоспорту в индивидуальной гонке. Однако самые крупные победы были одержаны на треке. Эллен ван Дейк стала чемпионкой мира в скрэтче и чемпионкой Европы в женской гонке по очкам и женском скрэтче. На чемпионате Европы она также завоевала две серебряные медали. Вилли Канис 4 раза выиграла индивидуальные соревнования на Кубке мира по велоспорту на треке в 2008 году и вместе с Ивонн Хейгенар дважды выиграла командный спринт. Команда заняла 19-е место в командном рейтинге UCI 2008 года.

## Состав команды

### Приглашённые гонщики
Фелиция Гомес и Линн Торп были приглашёнными гонщиками во время Тура Новой Зеландии, а Гомес — во время Тура Джилонга.